# Святилище
Святи́лище — храм или священное место, посвящённое определённому божеству, святому или мученику, предку, духу, герою, демону или подобному образу, который почитают или которому поклоняются.
Святилище — место проведения религиозных обрядов. Во многих религиях считается местопребыванием божества; в ряде культур служило местом убежища для преследуемых. В святилищах часто устанавливаются идолы, реликвии или другие подобные предметы, связанные с почитаемой фигурой. Святилище, в котором совершаются приношения по обету, называется жертвенником.
Святилища встречаются во многих мировых религиях, включая христианство, ислам, индуизм, буддизм, конфуцианство, синтоизм, местные филиппинские религии и асатру. Также известны светские нерелигиозные святилища, таких как военный мемориал Вечный огонь. Святилища можно найти в различных местах, таких как церкви, храмы, кладбища, музеи или жилые дома. Переносные святилища также встречаются в некоторых культурах.

## Типы святилищ

### Храмовые святилища
Многие святилища расположены внутри зданий и в храмах, специально предназначенных для поклонения, таких как церковь в христианстве или мандир в индуизме. Святилище при этом занимает в здании видное место. В таких случаях приверженцы веры собираются внутри здания, чтобы поклониться божеству святилища. В классической храмовой архитектуре святилище может быть синонимом целлы.

### Домашние святилища
Исторически сложилось так, что в индуизме, буддизме и католицизме, а также в современных религиях, таких как неоязычество, символы святилищ обычно можно найти в доме или магазине. Эти святилища обычно представляет собой небольшое строение или набор изображений и статуэток, посвященных божеству, являющемуся частью официальной религии, предкам или местному домашнему божеству.

### Уличные святилища
Небольшие святилища на открытом воздухе характерны для различных религий, в том числе для исторического балийского индуизма и христианства. Многие из них состоят из статуи Христа, Девы Марии или святого на пьедестале или в нише, в то время как другие могут представлять собой тщательно продуманные открытые храмы без потолка, некоторые включают картины, скульптуры и архитектурные элементы, такие как стены, крыши, стеклянные двери и металлические заборы.
В Соединённых Штатах у некоторых христиан есть маленькие дворовые святилища; некоторые из них напоминают боковые церковные алтари, поскольку состоят из статуи, помещенной в нишу или грот; этот тип в просторечии называется англ. Bathtub Madonna

### Придорожные святилища
Религиозные изображения, обычно в каком-то небольшом убежище, размещенном у дороги или тропы, иногда в поселении или на перекрестке.

## Религиозные святилища

### Вера Бахаи
Самые известные святилища веры бахаи служат местом упокоения останков центральных фигур Веры Бахаи — Баба, Бахауллы и Абдул-Баха. Они являются средоточием паломничества бахаи:
- Усыпальница Баба в Хайфе, Израиль[7]. Кроме того, с 1921 года в ней временно покоятся останки Абдул-Баха.
- Усыпальница Бахауллы в Бахджи, Акко, Израиль[8]
- Строящаяся Усыпальница Абдул-Баха[англ.] в Акко, Израиль. Предполагается, что после окончания строительства, сюда будут перезахоронены останки Абдул-Баха, после чего она станет новым местом паломничества бахаи.

Другие места были обозначены как святилища бахаи, наиболее примечательным из которых является дом Уильяма Сазерленда Максвелла и Мэй Максвелл в Монреале, Квебек, Канада.

### Буддизм
В буддизме святилища относится к месту, где почитание сосредоточено на Будде или одной из бодхисаттв. Монахи, монахини и миряне делают подношения этим почитаемым фигурам в этих святилищах, а также медитируют перед ними.
Обычно буддийские святилища содержат статую либо Будды, либо (в формах буддизма Махаяны и Ваджраяны) одного из различных бодхисаттв.
В них ставят свечи, а также такие подношения, как цветы, очищенная вода, еда и благовония. Многие святилища также содержат священные реликвии, такие как предполагаемый зуб Будды, хранящийся в святилище в Шри-Ланке. Святилища для конкретных мест в буддизме, особенно те, которые содержат реликвии умерших будд и почитаемых монахов, часто имеют традиционную форму, известную как ступа.

### ВКонфуцианстве
Ряд конфуцианских храмов и святилищ существует по всему миру, это храм для поклонения Конфуцию, великих мудрецов, выдающихся философов конфуцианства, а также учеников Конфуция. Эти храмы известны как «Храмы Конфуция» (孔廟) или «Храмы литературы» (文廟). В отличие от даосских храмов, в конфуцианских храмах обычно устанавливаются не изображения Конфуция, а скрижали. Утверждается, что храм должен был чтить учение Конфуция, а не самого Конфуция. Храмы состоят из садов, большого павильона, где возжигают благовония. Изображение Конфуция обычно помещается в главную святыню.
Конфуцианские святыни существуют и за пределами Китая, в основном в Японии, Корее и Вьетнаме. На Тайване также есть немало конфуцианских святынь, таких как Тайваньский конфуцианский храм и Тайбэйский храм Конфуция, они поддерживаются правительством. Тем не менее, многие даосские храмы посвятили святыню поклонению Конфуцию или Вэнь Чан Ди Цзюню (Богу литературы).

### Ислам
Самое священное сооружение ислама, Кааба (в мечети Аль-Харам) в городе Мекка, хотя и является древним храмом (в смысле «дома Бога»), может рассматриваться как святыня из-за того, что в нём находится уважаемая реликвия под названием Хаджар аль-Асвад, а также он является частичным центром крупнейшей в мире практики паломничества - хаджа . В нескольких ярдах от неё в мечети также находится святыня Макам Ибрагим (« станция Авраама ») с петросоматоглифом (ног), связанным с построением Каабы патриархом и его сыном Измаилом в исламских традициях. Зелёный купол гробница исламского пророка Мухаммеда (где его погребальная камера также содержит могилы своего друга Абу Бакра и близкий компаньон Умар) в Медине, размещалась в Масджид ан-Набави ("Мечети Пророк») является очень почитаемым местом и важным местом паломничества мусульман.

#### Шииты
У шиитов есть несколько мазаров, посвященных различным религиозным деятелям, важным в их истории и несколько тщательно продуманных святынь (Маркад / Макам) посвящены шиитским религиозным деятелям, особенно в Ираке (например, в городах Кербела, Наджаф,Самарра и аналогично Кадхимия) и в Иране (например, в городах Кум и Машад)
Конкретные примеры шиитских святынь включают Аль-Аскари и святилище Имама Хусейна Другие шиитские святыни находятся в одноимённых городах Мазари-Шариф («Благородный Мавзолей») в Афганистане, и Мешхед в Иране. В мавзолее Рухоллы Хомейни в Тегеране находятся могилы Рухоллы Хоменеи, лидера иранской революции 1978–79 годов, его жена и несколько других связанных людей.

#### Суфи
В популярном суфизме распространена практика посещения или паломничества к могилам святых, известных ученых и праведников. Это особенно распространенная практика в Южной Азии, где знаменитые гробницы включают таких святых, как Сайид Али Хамадани в Кулябе, Таджикистан; Афак Ходжа, недалеко от Кашгара, Китай; Лал Шахбаз Каландар в Синде; Али Худжвири в Лахоре, Пакистан; Бахауддин Закария в Мултане, Пакистан; Мойнуддин Чишти в Аджмере, Индия; Низамуддин Аулия в Дели, Индия; и Шах Джалал в Силхете, Бангладеш Точно так же в Фесе, Марокко, популярным местом для набожных посещений является Зауйя Мулай Идрисс II. В окрестностях Тимбукту в Мали также есть много исторических суфийских святынь, которые были разрушены исламистами в последние годы. Многие из них с тех пор были отремонтированы. Могила святого — это место великого почитания, где благословения или барака продолжают достигать умершего святого и, как полагают (некоторые), приносят пользу посещающим преданным и паломникам в соответствии с суфийскими верованиями. Чтобы выразить почтение суфийским святым, короли и знать предоставили крупные пожертвования или вакф для сохранения гробниц и их архитектурного ремонта. Со временем эти пожертвования, ритуалы, ежегодные поминки сформировали сложную систему принятых норм. Эти формы суфийской практики создавали ауру духовных и религиозных традиций вокруг установленных дат. Многие ортодоксальные или исламские пуристы осуждают эти ритуалы посещения могил, особенно ожидание получения благословений от почитаемых святых.

### В иудаизме
Святилищем именовалось одно из внутренних помещений Иерусалимского храма, куда могли входить только священники-коэны (более святым местом у древних иудеев считалась только Святая святых, куда мог входить только первосвященник).
Согласно Талмуду, Синагога — микдаш меат — «малое святилище», как сказано:

Я удалил их к народам и рассеял их по странам, но Я стал для них святилищем малым в странах, куда пришли они.
— Иез. 11:16
Большинство историков полагают, что малые святилища (синагоги) появились около 2500 лет назад в Вавилоне, за несколько лет до разрушения Первого Храма. В начале периода Второго Храма еврейские законоучители постановили, что молиться следует в общине. Каждая община должна построить «дом собрания» (бейт-кнесет или синагога по-гречески), где бы евреи собирались на молитву в Шаббат, праздники и будни.

### Филиппинские религии
Древние филиппинцы и филиппинцы, которые продолжают придерживаться коренных филиппинских народных религий, как правило, не имеют так называемых «храмов» поклонения в контексте, известном иностранным культурам Однако у них есть священные святыни , которые также называют домами духов. Они могут варьироваться по размеру от небольших крытых платформ до структур, похожих на небольшой дом (но без стен), до святилищ, похожих на пагоды, особенно на юге, где ранние мечети также были смоделированы таким же образом Эти святилища были известны по-разному, в зависимости от принадлежности к этнической группе. Их также можно использовать как места для хранения таотао и шкатулок предков. Среди биколано таотао также хранились в священных пещерах, называемых мугами Их также можно использовать как места для хранения таотао и шкатулок предков. Среди биколано таотао также хранились в священных пещерах, называемых мугами.
Во время некоторых церемоний почитают анито через временные алтари возле священных мест. Они назывались латанган или лантаян на вишайском языке и дамбана или ламбана на тагальском языке. Эти алтари из бамбука или ротанга идентичны по базовой конструкции на большей части Филиппин. Они были либо небольшими платформами без крыши, либо стоячими шестами с разрезными кончиками (как у фонарика тики ). Они держали половинки кокосовой скорлупы, металлические тарелки или банки с мартабаном в качестве сосудов для подношений. Taotao иногда могут быть также размещены на этих платформах.
Другие типы священных мест или объектов поклонения дивате включают материальное проявление их царств. Наиболее почитаемыми были деревья балете (также называемые нонок , нунук , нонок и т. Д.) И муравейники или термитники ( пунсо ). Другие примеры включают горы, водопады, рощи деревьев, рифы и пещеры.

### В других конфессиях
- В Японии синтоистские святилища располагали на привлекательных природных ландшафтах — см. Святилище Ицукусима и Никко Тосё-гу.
- В Корее — см. Корейское синтоистское святилище.
- Кааба — великая мусульманская святыня, одно из основных мест паломничества мусульман.
- На Мальте обнаружен уникальный тип святилища — мегалитическое подземное святилище (гипогей[англ.]) — см. Хал-Сафлиени.

### Светские святыни
В некоторых странах мира достопримечательности можно назвать «историческими святынями». Известные святыни этого типа включают:
- Аламо в Сан-Антонио, Техас, США
- Форт МакГенри в Балтиморе, штат Мэриленд , США
- Синагога Туро в Ньюпорте, Род-Айленд , США
- Храм памяти , военный мемориал в Мельбурне , Австралия
- Храм памяти , военный мемориал в Брисбене , Австралия
- Мавзолей Ленина в Москве, Россия
- Кымсусанский дворец Солнца в Пхеньяне, Северная Корея

## Комментарии
1. ↑  Known as magdantang in Visayan and ulango or simbahan in Tagalog. Among the Itneg, shrines are known tangpap, pangkew, or alalot (for various small roofed altars); and balaua or kalangan (for larger structures). In Mindanao, shrines are known among the Subanen as maligai; among the Teduray as tenin  (only entered by shamans); and among the Bagobo as buis (for those built near roads and villages) and parabunnian (for those built near rice fields).(Kroeber, 1918)